# Sandlanding
Sandlanding is een dorp in Sipaliwini in Suriname. Het dorp licht iets stroomopwaarts vanaf Apoera. In het dorp wonen inheemsen van het volk Trio.
De meeste dorpelingen zijn van oorsprong inwoners uit Kwamalasamoetoe die naar het dorp Wanapan trokken. Sandlanding werd gesticht door de Trio-families om hun kinderen in Apoera naar school te kunnen laten gaan. De inwoners van het dorp vallen daarom ook onder de kapitein van het dorp Wanapan, dat ongeveer een dag stroomopwaarts varen ligt met een gemotoriseerde kano.
Sandlanding ligt in het gebied dat gewoonlijk tot de Arowakken wordt gerekend. Door een overeenkomst tussen de kapiteins Adapaachte Joppo van Wanapan en Lewis van Apoera kunnen de inwoners bij Lewis aankloppen wanneer ze iets nodig hebben.
Apoera · Bakhuis · Kamp 52 · Matapi · Sandlanding · Section · Wanapan · Washabo